# Grundantwort
Als Grundantwort wird in der Nachrichtentechnik die Reaktion eines Systems auf ein Eingangssignal bezeichnet, wenn sich das System zuvor im Ruhezustand (auch Grundzustand) befand, insbesondere also alle inneren Energiespeicher des Systems geleert waren.